# Вяятяйнен, Тату Ларсович
Тату Ларсович Вяятяйнен (28 февраля 1898, Юанкоски — 11 октября 1938, близ Петрозаводска) — советский и финский писатель.

## Биография
Вяятяйнен присоединился к революционному движению в 1917 году. В 1920-х годах он писал стихи в журналах «Молодой рабочий» и «Пламя». В 1925, 1926 и 1929 годах был арестован за участие в деятельности Социалистического союза молодёжи. В конце 1920-х годов Вяятяйнен также был членом ЦК Финского коммунистического союза молодежи.
Вяятяйнен прибыл в Советский Союз в 1934 году по визе, выданной шведским консульством. Работал в Петрозаводске редактором журналов «Красная Карелия» и «Kustannusliike Kirja». Стихи Вяятяйнена публиковались в советских финноязычных газетах и журналах. В 1937 году он перевел произведения Александра Пушкина на финский язык.
Вяятяйнен был арестован 2 июня 1938 года, приговорен к смертной казни по обвинению в контрреволюционной националистической деятельности и расстрелян. В 1955 году был реабилитирован.